# Louie Bellson
Louie Bellson, pseudonimo di Luigi Paulino Alfredo Francesco Antonio Balassoni (Rock Falls, 6 luglio 1924 – Los Angeles, 14 febbraio 2009), è stato un batterista e bandleader statunitense.
Nel 1939 inventò la doppia cassa. Fu batterista, fra gli altri, di Duke Ellington, Benny Goodman, Tommy Dorsey e Harry James.

## Biografia

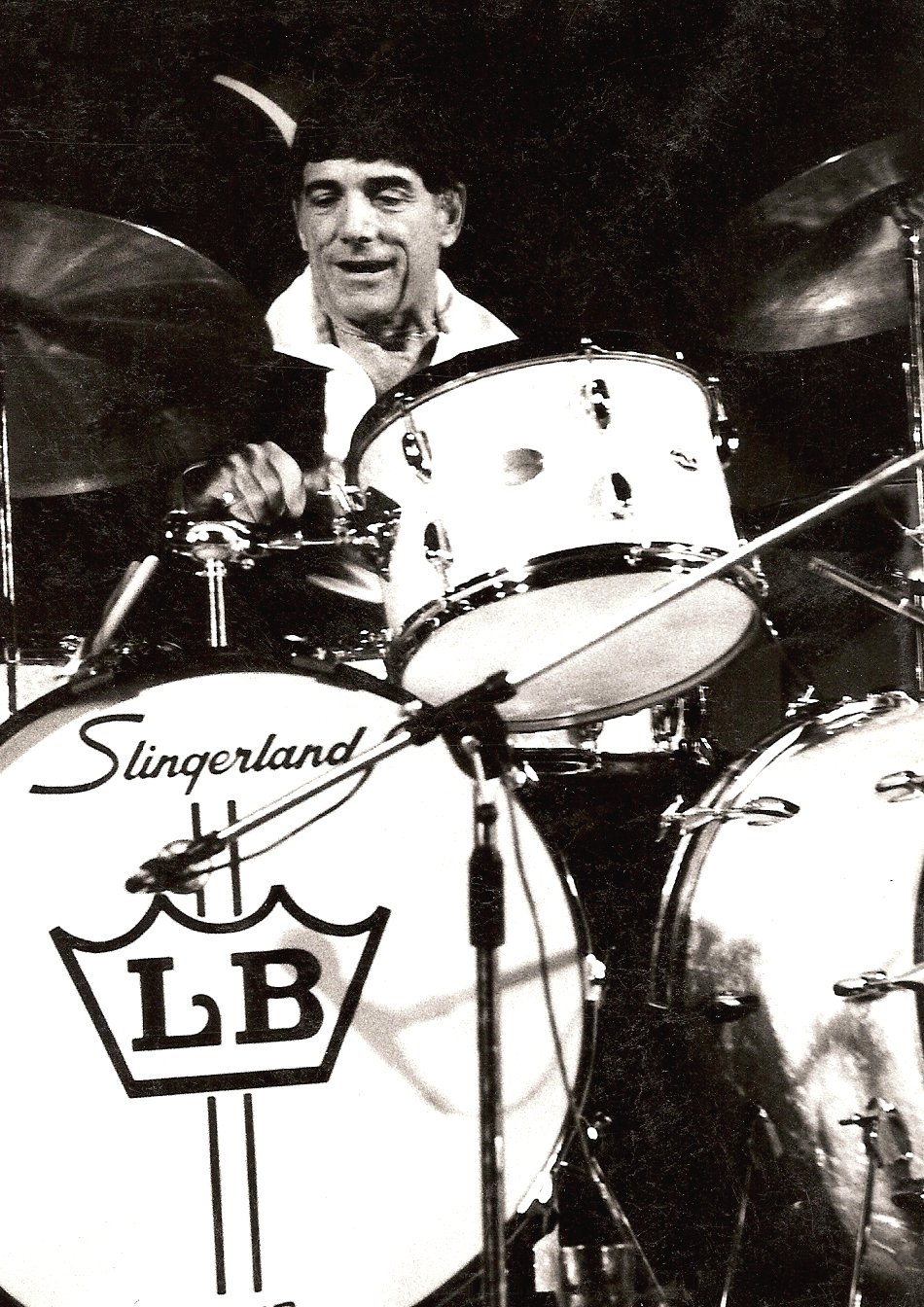
Louie Bellson nel 1980

Bellson nacque a Rock Falls in Illinois. Il padre, un immigrato italiano di Napoli, gestiva un negozio di strumenti musicali nella vicina Moline. Nel negozio paterno il giovane Louie imparò a suonare tutti gli strumenti musicali a disposizione.
Dopo aver vinto (su oltre 40.000 partecipanti) il concorso indetto da Gene Krupa per una famosa casa produttrice di strumenti musicali, riuscì ad entrare nella big band di Duke Ellington per la quale scrisse pezzi come "Skin Deep" e "The Hawk Talks". Una sua celebre apparizione cinematografica risale al 1948 quando suonò nel film di Howard Hawks "Venere e il professore", assieme a molti altri celebri jazzisti dell'epoca (Louis Armstrong, Tommy Dorsey, Lionel Hampton, Charlie Barnet, Benny Carter, Mel Powell, Al Hendrickson, Buck Washington ecc.).
Nel corso degli anni ha suonato con moltissimi artisti, registrando più di 200 dischi. Per 40 anni ha diretto poi la sua propria orchestra, che attualmente è conosciuta con il nome di "BigBand Explosion". Fra gli artisti con cui ha collaborato o che ha avuto come artisti nei suoi innumerevoli gruppi, si possono citare Duke Ellington, Count Basie, Benny Goodman, Tommy Dorsey, Harry James, Woody Herman, Norman Granz' J.A.T.P. (Jazz at the Philharmonic), Benny Carter, Sarah Vaughan, Ella Fitzgerald, Oscar Peterson, Art Tatum, Dizzy Gillespie, Gerry Mulligan, Stan Getz, Hank Jones, Zoot Sims, Sonny Stitt, Milt Jackson, Clark Terry, Louis Armstrong, Lionel Hampton, Eddie "Lockjaw" Davis, Shelly Manne, Billy Cobham, James Brown, Sammy Davis Jr., Tony Bennett, Pearl Bailey, Mel Tormé, Joe Williams, Wayne Newton, e il compositore di colonne sonore John Williams.

## Strumentazione
Louie Bellson ha usato molte batterie come: Remo, Rogers, Dw, Slingerland e bacchette e piatti Zildjian